# Megalostrata bruneri
Megalostrata bruneri is een spinnensoort uit de familie van de loopspinnen (Corinnidae).
De wetenschappelijke naam van de soort werd in 1936 als Chemmis bruneri gepubliceerd door Elizabeth Bangs Bryant.